# Condor (Taiwan)
Condor is een merk van hulpmotoren.
De bedrijfsnaam is: Condor Industry Co., Taiwan. 
Dit merk produceert onder andere 24,1 cc hulpmotoren die in 1997 in Nederland op de markt kwamen.
- Andere merken met de naam Condor, zie Condor (Braunschweig) - Condor (Courfaivre) - Condor (Coventry) - Condor (Nederland).